# 50 Persei
50 Persei, som är stjärnans Flamsteed-beteckning, är en ensam stjärna belägen i den mellersta delen av stjärnbilden, Perseus som också har variabelbeteckningen V582 Persei. Den har en högsta  skenbar magnitud på ca 5,52 och är svagt synlig för blotta ögat där ljusföroreningar ej förekommer. Baserat på parallaxmätning inom Hipparcosuppdraget på ca 47,6 mas, beräknas den befinna sig på ett avstånd på ca 69 ljusår (ca 21 parsek) från solen. Den rör sig bort från solen med en heliocentrisk radialhastighet av ca 26 km/s.

## Egenskaper
50 Persei är en gul till vit stjärna i huvudserien av spektralklass F7 V. Den har en massa som är ca 1,2 solmassor, en radie som är ca 1,3 solradier och utsänder ca 2,4 gånger mera energi än solen från dess fotosfär vid en effektiv temperatur på ca 6 100 K.  Stjärnan har ett överskott av infraröd strålning vid en våglängd av 70 μm, vilket antyder förekomsten av en omgivande stoftskiva med en temperatur på 96 ± 5 K.
50 Persei är en eruptiv variabel av RS Canum Venaticorum-typ (RS:) och en roterande variabel av BY Dra-typ (BY) i stjärnbilden Perseus. Stjärnan varierar mellan fotografisk magnitud +5,63 och 5,74 med en period av 3,0478 dygn.
50 Persei är förmodligen en dubbelstjärna med en osynlig följeslagare. Den är fysiskt förbunden med den troliga dubbelstjärnan HIP 19255, med de två paren kretsande kring varandra i en tidsskala på cirka en miljon år. Stjärnorna i HIP 19255 har en vinkelseparation på 3,87 bågsekunder och kretsar kring varandra med en period av 590 år. 50 Persei kan dela en gravitationsförbindelse med Capella, även om de två är separerade med nästan 15°, vilket motsvarar ett avstånd på 19 ljusår.